# Каленићки Прњавор
Каленићки Прњавор је насеље у Србији у општини Рековац у Поморавском округу. Према попису из 2022. било је 106 становника.
У селу се налази чувени манастир Каленић, као и Запис храст код манастира (Каленићки Прњавор).

## Историја
До Другог српског устанка Каленићки Прњавор се налазио у саставу Османског царства. Након Другог српског устанка Каленићки Прњавор улази у састав Кнежевине Србије и административно је припадао Јагодинској нахији и Левачкој кнежини све до 1834. године када је Србија подељена на сердарства.

## Демографија
У насељу Каленићки Прњавор живи 137 пунолетних становника, а просечна старост становништва износи 49,1 година (47,1 код мушкараца и 50,9 код жена). У насељу има 49 домаћинстава, а просечан број чланова по домаћинству је 3,04.
Ово насеље је великим делом насељено Србима (према попису из 2002. године), а у последња три пописа, примећен је пад у броју становника.
|  |

| Демографија | Демографија | Демографија |
| Година      | Становника  | Становника  |
| ----------- | ----------- | ----------- |
| 1948.       | 307         |             |
| 1953.       | 313         |             |
| 1961.       | 310         |             |
| 1971.       | 286         |             |
| 1981.       | 251         |             |
| 1991.       | 193         | 191         |
| 2002.       | 154         | 155         |

| Етнички састав према попису из 2002.‍ | Етнички састав према попису из 2002.‍ | Етнички састав према попису из 2002.‍ | Етнички састав према попису из 2002.‍ | Етнички састав према попису из 2002.‍ |
| ------------------------------------ | ------------------------------------ | ------------------------------------ | ------------------------------------ | ------------------------------------ |
|                                      |                                      |                                      |                                      |                                      |
| Срби                                 | Срби                                 |                                      | 153                                  | 99,35%                               |
| Македонци                            | Македонци                            |                                      | 1                                    | 0,64%                                |
| непознато                            | непознато                            |                                      | 0                                    | 0,0%                                 |

| Каленићки Прњавор у пописима Јагодинске нахије — од 1818. до 1829.                |       |       |       |       |       |       |          |       |       |       |       |       |
| Година пописа                                                                     | 1818. | 1819. | 1820. | 1821. | 1822. | 1823. | 1824/25. | 1825. | 1826. | 1827. | 1828. | 1829. |
| Куће                                                                              | 17    | 16    | 10    | 17    | 19    | 20    | 19       | 20    | 21    | 20    | 20    | 20    |
| Пореске главе*                                                                    | -     | 20    | 9     | 44    | 23    | 26    | 26       | 23    | 23    | 23    | 23    | 22    |
| Арачке главе**                                                                    | 45    | 71    | 35    | 55    | 57    | 59    | 61       | 60    | 62    | 61    | 61    | 66    |
| *Пореске главе = Ожењени мушкарци \| ** Арачке главе = Мушкарци од 7 до 70 година |       |       |       |       |       |       |          |       |       |       |       |       |

| Година пописа     | 1948. | 1953. | 1961. | 1971. | 1981. | 1991. | 2002. |
| ----------------- | ----- | ----- | ----- | ----- | ----- | ----- | ----- |
| Број домаћинстава | 58    | 55    | 66    | 61    | 55    | 55    | 49    |

| Број чланова      | 1 | 2  | 3 | 4 | 5 | 6 | 7 | 8 | 9 | 10 и више | Просек |
| ----------------- | - | -- | - | - | - | - | - | - | - | --------- | ------ |
| Број домаћинстава | 9 | 17 | 6 | 3 | 9 | 4 | 1 | 0 | 0 | 0         | 3,04   |

| Пол    | Укупно | Неожењен/Неудата | Ожењен/Удата | Удовац/Удовица | Разведен/Разведена | Непознато |
| ------ | ------ | ---------------- | ------------ | -------------- | ------------------ | --------- |
| Мушки  | 67     | 13               | 48           | 4              | 2                  | 0         |
| Женски | 71     | 7                | 51           | 12             | 1                  | 0         |
| УКУПНО | 138    | 20               | 99           | 16             | 3                  | 0         |

| Пол    | Укупно                    | Пољопривреда, лов и шумарство | Рибарство                            | Вађење руде и камена | Прерађивачка индустрија       |
| ------ | ------------------------- | ----------------------------- | ------------------------------------ | -------------------- | ----------------------------- |
| Мушки  | 38                        | 34                            | 0                                    | 0                    | 1                             |
| Женски | 28                        | 24                            | 0                                    | 0                    | 0                             |
| УКУПНО | 66                        | 58                            | 0                                    | 0                    | 1                             |
| Пол    | Производња и снабдевање   | Грађевинарство                | Трговина                             | Хотели и ресторани   | Саобраћај, складиштење и везе |
| Мушки  | 0                         | 0                             | 0                                    | 0                    | 2                             |
| Женски | 0                         | 0                             | 0                                    | 0                    | 0                             |
| УКУПНО | 0                         | 0                             | 0                                    | 0                    | 2                             |
| Пол    | Финансијско посредовање   | Некретнине                    | Државна управа и одбрана             | Образовање           | Здравствени и социјални рад   |
| Мушки  | 0                         | 0                             | 0                                    | 0                    | 0                             |
| Женски | 0                         | 0                             | 0                                    | 1                    | 0                             |
| УКУПНО | 0                         | 0                             | 0                                    | 1                    | 0                             |
| Пол    | Остале услужне активности | Приватна домаћинства          | Екстериторијалне организације и тела | Непознато            | Непознато                     |
| Мушки  | 1                         | 0                             | 0                                    | 0                    | 0                             |
| Женски | 3                         | 0                             | 0                                    | 0                    | 0                             |
| УКУПНО | 4                         | 0                             | 0                                    | 0                    | 0                             |